# Strophiola
Strophiola är ett släkte av insekter. Strophiola ingår i familjen syrsor.
Kladogram enligt Catalogue of Life:
| Strophiola | \| \| Strophiola lugubrina \| \| \| \| \| \| Strophiola renschi \| \| \| \| \| \| Strophiola xanthella \| \| \| \| |
|            | \| \| Strophiola lugubrina \| \| \| \| \| \| Strophiola renschi \| \| \| \| \| \| Strophiola xanthella \| \| \| \| |
|            | Strophiola lugubrina                                                                                               |
|            | |
|            | Strophiola renschi                                                                                                 |
|            | |
|            | Strophiola xanthella                                                                                               |
|            | |